# Корш, Александр Всеволодович
Алекса́ндр Все́володович Корш (1846—1925) — русский врач.

## Биография
Учился в Полтавской гимназии и Медико-хирургической академии, которую окончил в 1870. Затем служил в земских учреждениях, а во время русско-турецкой войны 1877—1878 был старшим ординатором-хирургом военно-временного № 43 госпиталя кавказской армии. В 1879 был прикомандирован к Академии ординатором акушерско-гинекологической клиники профессора Славянского, в 1881 защитил докторскую диссертацию: «К вопросу о влиянии беременности на подвижность сочленений таза» (СПб., 1881).
В 1882 был назначен помощником врачебного инспектора в г. Вятку; в 1886 — одесским врачебным инспектором; с 1888 — читал в Новороссийском университете судебную медицину.
Автор ряда работ в области медицины: «К вопросу о состоянии военно-временных госпиталей» («Медицинский Вестник», 1879, № 15—17); «Ein während der Geburtconstatirter Fall von Beweglichkeit der Gelenkverbindungen der Hypnotischen Beckens» («Archiv für Gynäkologie», Bd. XIX) и многое другое.